# Дресяры
Дреся́ры (пол. Dresiarze) — термин, которым в ряде научных статей и, чаще, публикациях СМИ именуют представителей польской условной молодёжной контркультуры, возникшей приблизительно в начале 1990-х годов в среде представителей рабочего класса. Этимология термина связана с привычкой ежедневно одеваться в спортивные костюмы — «дресы» (вошедшее в польский язык сленговое слово, происходящее от англ. dress — «одежда»). Чаще всего термин употребляется с отрицательной коннотацией и является своего рода стигматизирующим стереотипом. В польских СМИ термин употребляется с уничижительным оттенком. В российских публикациях дресяры иногда называются аналогом гопников.

## Общая характеристика
Впервые слово «дресяр» было употреблено в 1996 году в одной из статей варшавской «Gazeta Stołeczna», где под ними понимались уличные молодые бандиты с ножами, нападающие на прохожих в центре города. В одной из первых статей, посвящённых непосредственно явлению дресярства, отдельно отмечалось, что этот термин является в немалой степени стереотипным, а те, кого им именуют, составляют не субкультуру, а скорее некую «норму». Дресяры не имеют какой-либо «общности» и единой идеологии, не относят себя к отдельной социальной группе и сами практически никогда не пользуются этим термином для самоидентификации.
«Дресярами» называют молодых людей, населяющих небольшие города либо спальные районы крупных городов с большими панельными домами, носящих спортивную одежду, проводящих время «на районе, под лестничными площадками» и отличающихся агрессивным поведением, жестокостью, отсутствием личной культуры и склонностью к преступным деяниям. Кроме «дресов» (спортивных костюмов) внешними отличительными признаками дресяров могут быть носимые на шеях толстые золотые или серебряные цепи. В начальный период существования эту группу отличало также прослушивание музыки определённых стилей: диско, диско-поло. Однако в настоящее время эта черта не так актуальна, поскольку современные дресяры слушают в основном рэп, клубную танцевальную музыку, техно и хардбасс.
Дресяры представляют собой группу, которой приписывается отсутствие уважения к принципам и нормам общественного поведения, проявляющееся в том числе в использовании грубой, полной вульгаризмов лексики, а также допустимости насилия и преступности для удовлетворения различных потребностей.
По мнению социологов, существование этой условной субкультуры является результатом польской политической трансформации, происходившей в период перехода от социализма к капитализму, в процессе которой большая часть представителей рабочего класса оказалась «бесполезной» при формировании капиталистического общества и была вынуждена маргинализироваться. Существование подгруппы дресяров, блокерсов (молодёжи, живущей и проводящей время в многоэтажных панельных домах), является результатом как раз подобного «выталкивания на обочину», что также нашло отражение в вошедшем в разговорный язык определении представителей низших классов как «дресяров» и, как результат, стигматизации этого понятия. Появлением в народной лексике термина «дресяр» выражается убеждённость представителей «нового среднего класса» в «бесполезности» «рабочих» в условиях новой экономической реальности. В воображении представителей среднего класса «дресяр» не адаптируется к условиям капитализма, является препятствием на пути развития общества, лишён чувства вкуса, безлик и опасен.

## Родственные термины
Представителей дресяров женского пола называют dupy (дупы), suczki (сучки) или blachary (бляхары). Также известны такие подгруппы дресяров, как блокерсы и карки (от пол. kark — «затылок»): так именуют накачанных и достигших определённого социального благополучия дресяров.

## Внешний вид
- Дресяры носят спортивный костюм (или спортивные штаны) с капюшоном. В дополнение к спортивному костюму отличительным знаком дресяров является массивная золотая или серебряная цепочка;
- Бритая голова;
- Занятие бодибилдингом;
- Увлечённость старыми моделями машин BMW 3, BMW 5, Volkswagen Golf, Opel Calibra, Mercedes-Benz W124, Audi 80;
- Женщины этого течения часто имеют чрезмерный загар, полученный в солярии, красятся яркими блондинками (или в противоположный яркий чёрный цвет), наращивают ногти и носят мини-юбки[10].

## В культуре
- В 1998 году польская музыкальная группа Dezerter[пол.] выпустила альбом «Ziemia jest płaska», в одной из песен которого есть слова: «Dresy przyszły ze wschodu / Nie z Ameryki i nie z zachodu»[13] («Дресяры пришли с востока, не из Америки и не c Запада»). Мнение об изначально «российском» происхождении дресяров иногда высказывается и в авторитетных газетных публикациях[14].
- В 2002 году вышла книга «Польско-русская война под бело-красным флагом» польской писательницы Дороты Масловской. По словам литературной критики, роман стал «первым романом о польских дресярах». На основе сюжета этой книги польский режиссёр Ксаверий Жулавский[пол.] снял фильм «Польско-русская война».
- В 2003 году режиссёр Абелярд Гиза[пол.] снял комедийный фильм «Wożonko», в котором юмористически рассказывается о столкновении гангстеров и дресяров.